# Уилхайт, Стивен
Стивен Эрл Уилхайт (англ. Stephen Earl Wilhite; 3 марта 1948, Уэст-Честер, Батлер — 14 марта 2022, Цинциннати, Гамильтон) — американский учёный, инженер, специалист в области информатики. Создатель графического формата GIF (Graphics Interchange Format).
Работая в CompuServe, был ведущим инженером в группе, которая адаптировала формат изображения GIF из более раннего алгоритма LZW, принадлежащего Unisys. GIF стал стандартом де-факто для 8-битных цветных изображений в Интернете, пока PNG не стал жизнеспособной альтернативой.

## Биография
Родился 3 марта 1948 года в городе Уэст-Честер, Огайо, в семье заводского рабочего Клэренса Эрла Уилхайта (Clarence Earl Wilhite) и медсестры Анны Лоу (Дорси) Уилхайт (Anna Lou (Dorsey) Wilhite). Во время реконструкции Гражданской войны в США по случаю полуторавекового юбилея города Уэст-Честер, Стивен Уилхайт, в возрасте 17 лет, был ранен в лицо выстрелом не холостым патроном. После чего был госпитализирован на срок около шести недель, однако не прерывал учёбу в старшей школе и успешно её окончил.
Стивен Уилхайт окончил Университет штата Огайо по специальности «информатика и инженерия». Вскоре после того как была создана компания CompuServe в 1969 году, Стивен Уилхайт стал работать в ней.

Вращающаяся Земля в формате GIF

Стивен Уилхайт, будучи работником CompuServe, первого крупного поставщика онлайн-услуг в США, был нанят главным техническим директором компании, Александром (Сэнди) Тревором (Alexander “Sandy” Trevor), для создания такого графического формата, который бы сжимался без потерь и мог функционировать на любой компьютерной системе без каких-либо ограничений. В 1987 году Уилхайт разработал новый формат GIF, походящий под все установленные критерии. К 2016 году этот формат нашёл широкое применение в дизайне веб-сайтов, сообщениях в социальных сетях, документах по рабочим процессам и практических руководствах.
Стивен Уилхайт руководил командой, которая создавала компиляторы и системы времени выполнения для использования на компьютерах DECsystem-10. Наиболее заметными были компиляторы Fortran и BASIC и системы времени выполнения, а также обширная библиотека под названием BTOOLS для поддержки программирования BLISS.
В 2000-х годах Стивен Уилхайт оставался сотрудником CompuServe/AOL. Работал над различными системами CompuServe, включая Host Micro Interface (HMI) протокол CompuServe B для CompuServe Information Manager (CIM), а также программное обеспечение для веб-чатов в конце 1990-х годов и исследование моделей веб-сообщества. В 2001 году, в возрасте 51 года, Стивен Уилхайт ушёл в отставку после перенесённого инсульта.
В 2013 году Стивен Уилхайт был удостоен премии «Вэбби» за вклад в развитие Интернета.
1 марта 2022 года у Стивена Уилхайта был диагностирован COVID-19; через несколько дней он был госпитализирован. По словам жены, доктор сообщил ей о том, что коронавирус стал разрушать правое лёгкое Стивена Уилхайта, которое до этого пострадало от инсульта. Стивен Уилхайт умер 14 марта 2022 года, в возрасте 74 лет, в госпитале в городе Цинциннати, Огайо, от последствий COVID-19.

## Награды
- Премия «Вэбби» (2013)[8]